# Camponotus chilensis
Camponotus chilensis é uma espécie de inseto do gênero Camponotus, pertencente à família Formicidae.